# Trimeresurus insularis
Espèce
Synonymes
- Trimeresurus albolabris insularis Kramer, 1977
- Cryptelytrops insularis (Kramer, 1977)

Statut de conservation UICN

 LC  : Préoccupation mineure
Trimeresurus insularis est une espèce de serpents de la famille des Viperidae.

## Répartition
Cette espèce est endémique des petites îles de la Sonde (Adonara, Alor, Bali, Florès, Java, Kisar, Komodo, Lembata, Lombok, Padar, Pantar, Rinca, Romang, Roti, Semau, Sumba, Sumbawa, Timor et Wetar) en Indonésie et du Timor oriental.

## Description
C'est un serpent venimeux.

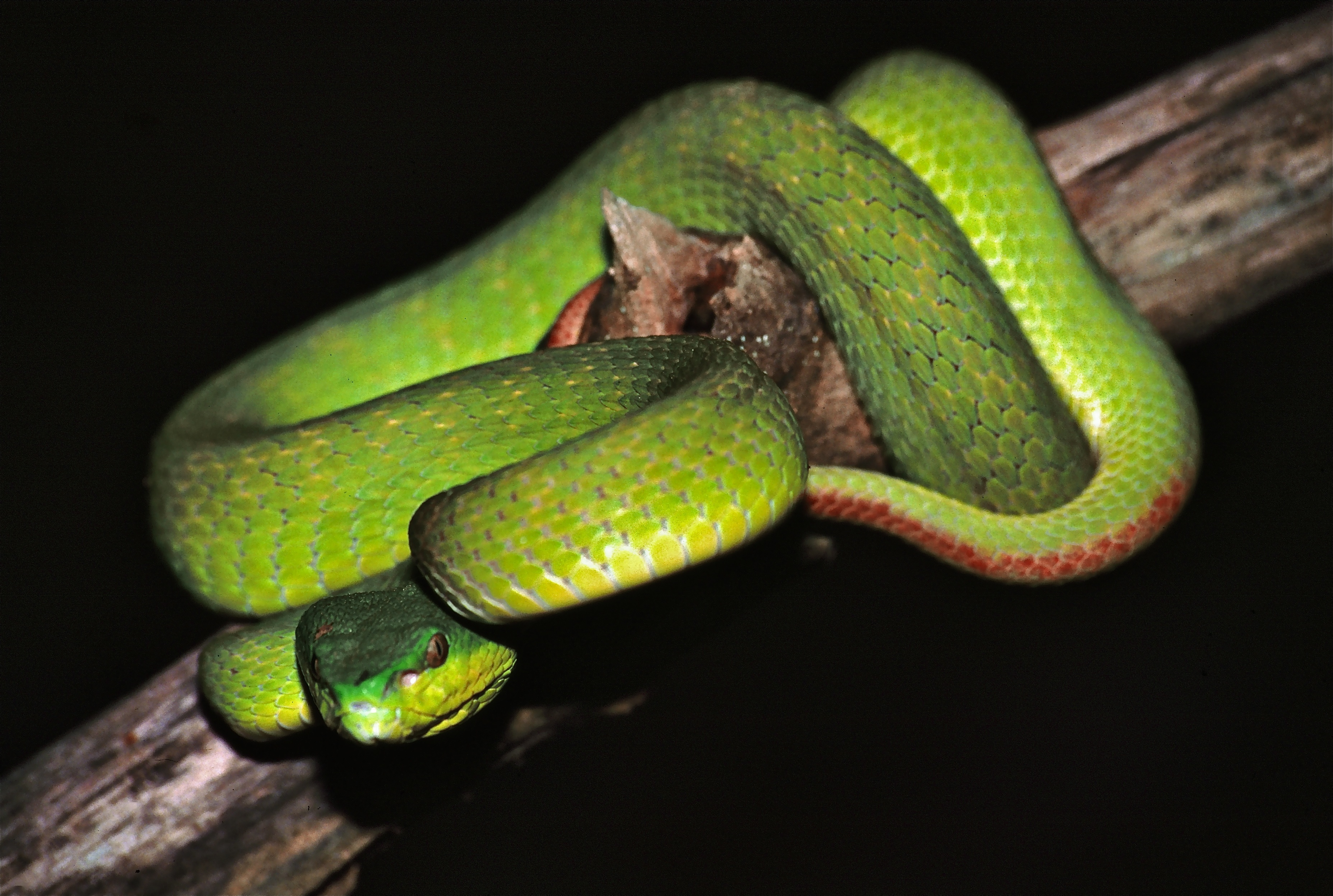
Trimeresurus insularis (île de Rinca, Indonésie), couleur vert-jaune

Il peut  avoir une couleur verte, jaune vif ou bleu quand il est originaire de l’île de Komodo...

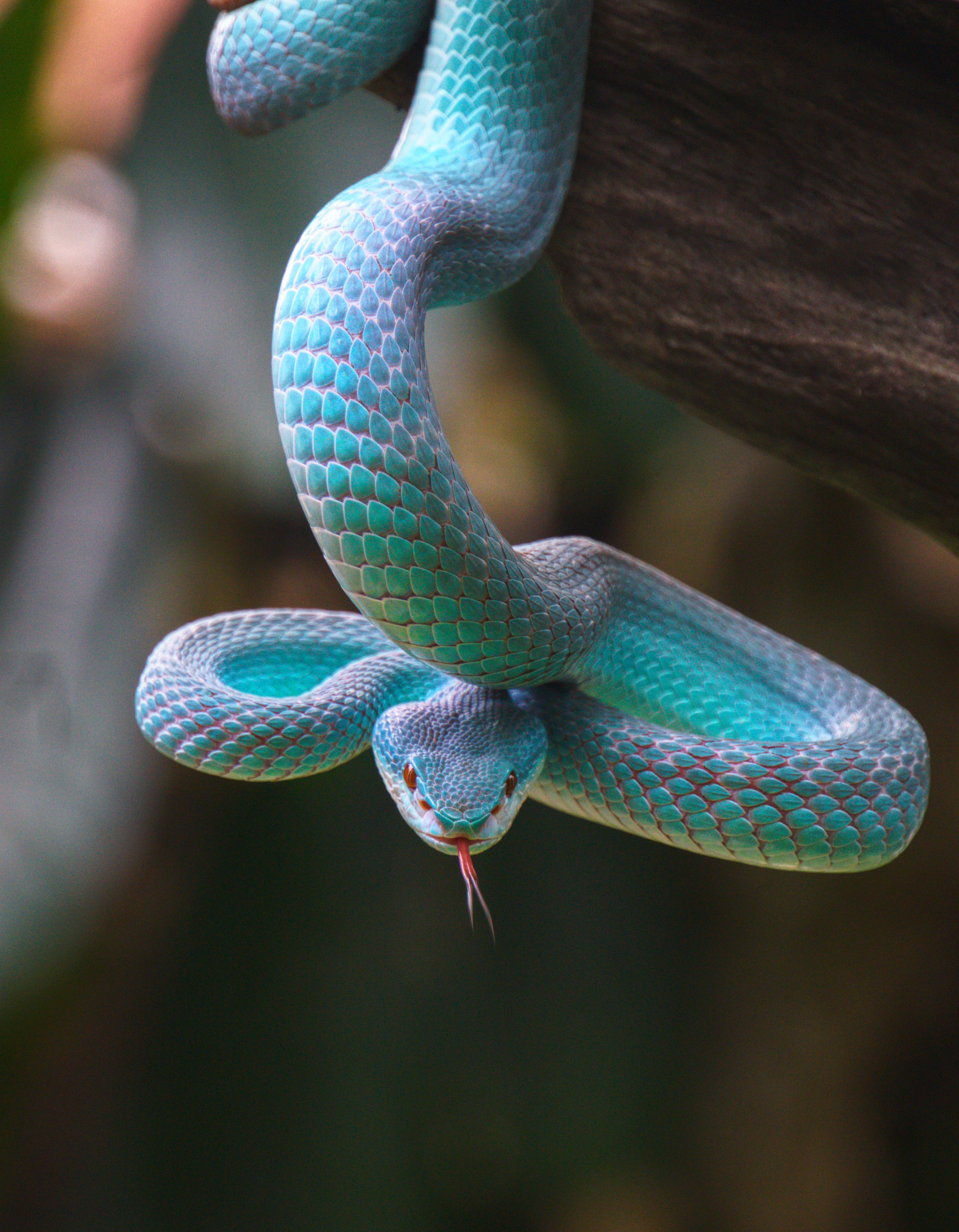
Couleur bleue
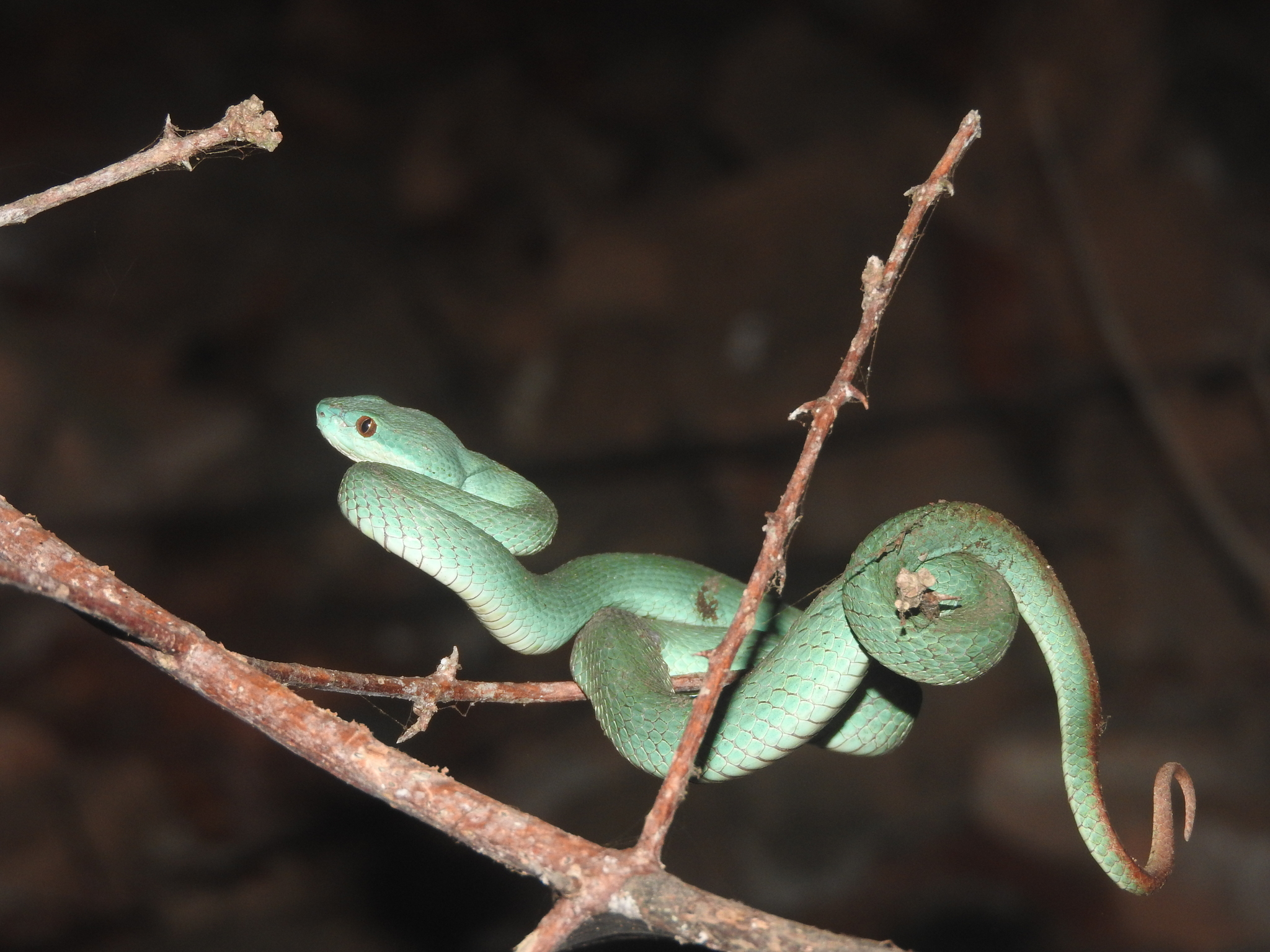
Couleur verte

## Publication originale
- Kramer, 1977 : Zur Schlangenfauna Nepals. Revue Suisse de Zoologie, vol. 84, no 3, p. 721-761 (texte intégral).